# Robbie Lawler
Robert Glenn Lawler, né le 20 mars 1982 à San Diego en Californie, est un pratiquant américain d'arts martiaux mixtes. Il combattait à l'Ultimate Fighting Championship dans la division des poids mi-moyens où il a été champion de 2014 à 2016. En 2023, Robbie Lawler annonce sa retraite.

## Biographie

### Champion des poids mi-moyens de l'UFC
Robbie Lawler affronte à nouveau Johny Hendricks, de retour à la compétition après une chirurgie au biceps en mars,
pour sa première défense de titre, en vedette de l'UFC 181 du 6 décembre 2014.
Comme lors de leur précédente rencontre, l’affrontement arrive aux termes des cinq rounds mais les juges donnent cette fois-ci Lawler vainqueur par décision partagée.
Lawler devient ainsi le nouveau champion des poids mi-moyens de l'UFC.

## Palmarès en arts martiaux mixtes
| 47 combats     | 30 victoires | 16 défaites |
| Par KO         | 22           | 4           |
| Par soumission | 1            | 5           |
| Sur décision   | 7            | 7           |
| Sans décision  | 1            | 1           |

| Résultat      | Record    | Adversaire       | Méthode                                       | Événement                            | Date              | Round | Temps | Lieu                                  | Notes                                                                                    |
| ------------- | --------- | ---------------- | --------------------------------------------- | ------------------------------------ | ----------------- | ----- | ----- | ------------------------------------- | ---------------------------------------------------------------------------------------- |
| Victoire      | 30-16 (1) | Niko Price       | KO (coup de poing)                            | UFC 290                              | 8 juillet 2023    | 1     | 0:38  | Las Vegas, Nevada, États-Unis         |                                                                                          |
| Défaite       | 29-16 (1) | Bryan Barberena  | TKO (coups de poing)                          | UFC 276                              | 2 juillet 2022    | 2     | 4:47  | Las Vegas, Nevada, États-Unis         |                                                                                          |
| Victoire      | 29-15 (1) | Nick Diaz        | TKO (arrêt de l’arbitre)                      | UFC 266                              | 26 novembre 2021  | 3     | 0:44  | Las Vegas, États-Unis                 | Combat en poids moyens (-84kg)                                                           |
| Défaite       | 28-15 (1) | Neil Magny       | Décision unanime                              | UFC Fight Night: Smith vs. Rakić     | 29 août 2020      | 3     | 5:00  | Las Vegas, Nevada, États-Unis         |                                                                                          |
| Défaite       | 28-14 (1) | Colby Covington  | Décision unanime                              | UFC on ESPN 5: Covington vs. Lawler  | 3 juillet 2019    | 5     | 5:00  | New Jersey, États-Unis                |                                                                                          |
| Défaite       | 28-13 (1) | Ben Askren       | Soumission (bulldog choke)                    | UFC 235                              | 2 mars 2019       | 1     | 3:20  | Las Vegas, Nevada, États-Unis         |                                                                                          |
| Défaite       | 28-12 (1) | Rafael dos Anjos | Décision unanime                              | UFC on Fox: Lawler vs. dos Anjos     | 16 décembre 2017  | 5     | 5:00  | Winnipeg, Manitoba, Canada            |                                                                                          |
| Victoire      | 28-11 (1) | Donald Cerrone   | Décision unanime                              | UFC 214: Jones vs. Cormier II        | 29 juillet 2017   | 3     | 5:00  | Anaheim, Californie, États-Unis       |                                                                                          |
| Défaite       | 27-11 (1) | Tyron Woodley    | KO (coups de poing)                           | UFC 201: Woodley vs. Lawler          | 30 juillet 2016   | 1     | 2:12  | Atlanta, Géorgie, États-Unis          | Perd le titre des poids mi-moyens de l'UFC.                                              |
| Victoire      | 27-10 (1) | Carlos Condit    | Décision partagée                             | UFC 195: Lawler vs. Condit           | 2 janvier 2016    | 5     | 5:00  | Las Vegas, Nevada, États-Unis         | Défend le titre des poids mi-moyens de l'UFC. Combat de la soirée.                       |
| Victoire      | 26-10 (1) | Rory MacDonald   | TKO (coups de poing)                          | UFC 189: Mendes vs. McGregor         | 11 juillet 2015   | 5     | 1:00  | Las Vegas, Nevada, États-Unis         | Défend le titre des poids mi-moyens de l'UFC. Combat de la soirée.                       |
| Victoire      | 25-10 (1) | Johny Hendricks  | Décision partagée                             | UFC 181: Hendricks vs. Lawler II     | 6 décembre 2014   | 5     | 5:00  | Las Vegas, Nevada, États-Unis         | Remporte le titre des poids mi-moyens de l'UFC.                                          |
| Victoire      | 24-10 (1) | Matt Brown       | Décision unanime                              | UFC on Fox: Lawler vs. Brown         | 26 juillet 2014   | 5     | 5:00  | San José, Californie, États-Unis      | Combat de la soirée.                                                                     |
| Victoire      | 23-10 (1) | Jake Ellenberger | TKO (coup de genou et coups de poing)         | UFC 173: Barão vs. Dillashaw         | 24 mai 2014       | 3     | 3:06  | Las Vegas, Nevada, États-Unis         |                                                                                          |
| Défaite       | 22-10 (1) | Johny Hendricks  | Décision unanime                              | UFC 171: Hendricks vs. Lawler        | 15 mars 2014      | 5     | 5:00  | Dallas, Texas, États-Unis             | Pour le titre des poids mi-moyens de l'UFC. Combat de la soirée. Combat de l'année 2014. |
| Victoire      | 22-9 (1)  | Rory MacDonald   | Décision partagée                             | UFC 167: St-Pierre vs. Hendricks     | 16 novembre 2013  | 3     | 5:00  | Las Vegas, Nevada, États-Unis         |                                                                                          |
| Victoire      | 21-9 (1)  | Bobby Voelker    | KO (coup de pied à la tête et coups de poing) | UFC on Fox: Johnson vs. Moraga       | 27 juillet 2013   | 2     | 0:24  | Seattle, Washington, États-Unis       |                                                                                          |
| Victoire      | 20-9 (1)  | Josh Koscheck    | TKO (coups de poing)                          | UFC 157: Rousey vs. Carmouche        | 23 février 2013   | 1     | 3:57  | Anaheim, Californie, États-Unis       | Retour en poids mi-moyen. KO de la soirée.                                               |
| Défaite       | 19-9 (1)  | Lorenz Larkin    | Décision unanime                              | Strikeforce: Rockhold vs. Kennedy    | 14 juillet 2012   | 3     | 5:00  | Portland, Oregon, États-Unis          |                                                                                          |
| Victoire      | 19-8 (1)  | Adlan Amagov     | TKO (coup de genou sauté et coups de poing)   | Strikeforce: Rockhold vs. Jardine    | 7 janvier 2012    | 1     | 1:48  | Las Vegas, Nevada, États-Unis         |                                                                                          |
| Défaite       | 18-8 (1)  | Tim Kennedy      | Décision unanime                              | Strikeforce: Fedor vs. Henderson     | 30 juillet 2011   | 3     | 5:00  | Hoffman Estates, Illinois, États-Unis |                                                                                          |
| Défaite       | 18-7 (1)  | Ronaldo Souza    | Soumission (étranglement arrière)             | Strikeforce: Diaz vs. Cyborg         | 29 janvier 2011   | 3     | 2:00  | San José, Californie, États-Unis      | Pour le titre des poids moyens du Strikeforce.                                           |
| Victoire      | 18-6 (1)  | Matt Lindland    | KO (coup de poing)                            | Strikeforce: Henderson vs. Babalu II | 4 décembre 2010   | 1     | 0:50  | Los Angeles, Californie, États-Unis   |                                                                                          |
| Défaite       | 17-6 (1)  | Renato Sobral    | Décision unanime                              | Strikeforce: Los Angeles             | 16 juin 2010      | 3     | 5:00  | Los Angeles, Californie, États-Unis   |                                                                                          |
| Victoire      | 17-5 (1)  | Melvin Manhoef   | KO (coups de poing)                           | Striforce: Miami                     | 30 janvier 2010   | 1     | 3:33  | Sunrise, Floride, États-Unis          | KO de l'année 2010.                                                                      |
| Défaite       | 16-5 (1)  | Jake Shields     | Soumission (étranglement en guillotine)       | Strikeforce: Lawler vs. Shields      | 6 juin 2009       | 1     | 2:02  | Saint-Louis, Missouri, États-Unis     |                                                                                          |
| Victoire      | 16-4 (1)  | Scott Smith      | TKO (coups de pied et coups de poing)         | EliteXC: Unfinished Business         | 26 juillet 2008   | 2     | 2:35  | Stockton, Californie, États-Unis      | Défend le titre des poids moyens de l'EliteXC.                                           |
| Sans décision | 15-4 (1)  | Scott Smith      | Sans décision (doigt dans l'œil)              | EliteXC: Heure de grande écoute      | 31 mai 2008       | 3     | 3:26  | Newark, New Jersey, États-Unis        | Défend le titre des poids moyens de l'EliteXC.                                           |
| Victoire      | 15-4      | Murilo Rua       | KO (coups de poing)                           | EliteXC: Uprising                    | 15 septembre 2007 | 3     | 2:04  | Honolulu, Hawaï, États-Unis           | Remporte le titre des poids moyens de l'EliteXC.                                         |
| Victoire      | 14-4      | Frank Trigg      | KO (coups de poing)                           | ICON Sport: Epic                     | 31 mars 2007      | 4     | 1:40  | Honolulu, Hawaï, États-Unis           | Remporte le titre des poids moyens de l'ICON Sport.                                      |
| Victoire      | 13-4      | Eduardo Pamplona | TKO (coups de poing)                          | IFL: Atlanta                         | 23 février 2007   | 3     | 1:36  | Atlanta, Géorgie, États-Unis          |                                                                                          |
| Victoire      | 12-4      | Joey Villaseñor  | KO (coup de genou sauté)                      | Pride 32: The Real Deal              | 21 octobre 2006   | 1     | 0:22  | Las Vegas, Nevada, États-Unis         |                                                                                          |
| Défaite       | 11-4      | Jason Miller     | Soumission (étranglement bras-tête)           | ICON Sport: Mayhem vs. Lawler        | 2 septembre 2006  | 3     | 2:50  | Honolulu, Hawaï, États-Unis           | Perd le titre des poids moyens de l'ICON Sport.                                          |
| Victoire      | 11-3      | Falaniko Vitale  | KO (coups de poing)                           | ICON Sport: Lawler vs. Vitale II     | 25 février 2006   | 1     | 3:38  | Honolulu, Hawaï, États-Unis           | Remporte le titre des poids moyens de l'ICON Sport.                                      |
| Victoire      | 10-3      | Jeremy Brown     | Soumission (clé de bras)                      | KOTC: Xtreme Edge                    | 17 septembre 2005 | 1     | 2:48  | Indianapolis, Indiana, États-Unis     |                                                                                          |
| Victoire      | 9-3       | Falaniko Vitale  | KO (coups de poing)                           | SuperBrawl: Icon                     | 23 juillet 2005   | 2     | 4:36  | Honolulu, Hawaï, États-Unis           | Remporte le titre des poids moyens du SuperBrawl.                                        |
| Défaite       | 8-3       | Evan Tanner      | Soumission (étranglement en triangle)         | UFC 50: The War of '04               | 22 octobre 2004   | 1     | 2:22  | Atlantic City, New Jersey, États-Unis | Début en poids moyen.                                                                    |
| Défaite       | 8-2       | Nick Diaz        | KO (coups de poing)                           | UFC 47: It's On!                     | 2 avril 2004      | 2     | 1:31  | Las Vegas, Nevada, États-Unis         |                                                                                          |
| Victoire      | 8-1       | Chris Lytle      | Décision unanime                              | UFC 45: Revolution                   | 21 novembre 2003  | 3     | 5:00  | Uncasville, Connecticut, États-Unis   |                                                                                          |
| Défaite       | 7-1       | Pete Spratt      | TKO (blessure au genou)                       | UFC 42: Sudden Impact                | 25 avril 2003     | 2     | 2:28  | Miami, Floride, États-Unis            |                                                                                          |
| Victoire      | 7-0       | Tiki Ghosn       | TKO (coups de poing)                          | UFC 40: Vendetta                     | 22 novembre 2002  | 1     | 1:29  | Las Vegas, Nevada, États-Unis         |                                                                                          |
| Victoire      | 6-0       | Steve Berger     | TKO (coups de poing)                          | UFC 37.5: As Real As It Gets         | 22 juin 2002      | 2     | 0:27  | Las Vegas, Nevada, États-Unis         |                                                                                          |
| Victoire      | 5-0       | Aaron Riley      | Décision unanime                              | UFC 37: High Impact                  | 10 mai 2002       | 3     | 5:00  | Bossier City, Louisiane, États-Unis   |                                                                                          |
| Victoire      | 4-0       | Saburo Kawakatsu | TKO (coups de poing)                          | Shogun 1                             | 15 décembre 2001  | 1     | 4:49  | Honolulu, Hawaï, États-Unis           |                                                                                          |
| Victoire      | 3-0       | Marco Macera     | TKO (coups de poing)                          | Extreme Challenge 41                 | 13 juillet 2001   | 1     | 1:19  | Davenport, Iowa, États-Unis           |                                                                                          |
| Victoire      | 2-0       | Landon Showalter | KO (coups de poing)                           | IFC: Warriors Challenge 13           | 15 juin 2001      | 1     | 0:14  | Fresno, Californie, États-Unis        |                                                                                          |
| Victoire      | 1-0       | John Reed        | TKO (coups de poing)                          | Extreme Challenge 39                 | 7 avril 2001      | 1     | 2:14  | Springfield, Illinois, États-Unis     |                                                                                          |